# Sun Yue
Sun Yue (simplificación de los caracteres chinos: 孙悦; chino tradicional: 孫悅; pinyin: Sūn Yuè, nacido el 6 de noviembre de 1985 en Cangzhou, Hebei, China) es un exjugador de baloncesto chino. Aunque normalmente jugaba como alero o escolta, en ocasiones también jugaba de base. Fue campeón de la NBA en la temporada 2008-09 con Los Angeles Lakers, y campeón de la CBA en las temporadas 2013-14 y 2014-15 con los Beijing Ducks. 

## Trayectoria

### Beijing Aoshen Olympians: en CBA y ABA
Sun fue reclutado por los Beijing Aoshen Olympians siendo aun un jugador de categorías juveniles, por lo que debutó en la CBA antes de cumplir los 18 años. Considerado un baloncestista con una gran proyección, fue convocado para integrar la selección juvenil de China en 2004. Sin embargo el dueño del equipo quiso negociar con la CBA una mejora en las compensaciones que recibiría por ceder a su jugador, lo que derivó en que el organismo gobernante del baloncesto chino suspendiera por un año a los Olympians. En consecuencia el equipo de Sun giró durante un tiempo por Taiwán con la intención de instalarse en la isla, pero terminó incorporándose a la ABA de los Estados Unidos en octubre de 2005.
Aunque el conflicto entre los Olympians y la CBA finalmente se resolvería (Sun incluso fue convocado para jugar con la selección absoluta ese mismo 2005), el equipo permaneció en los Estados Unidos. En la temporada 2005-06, Sun comenzó a destacarse en la liga, aumentando sus estadísticas y finalizando en el segundo mejor quinteto de la ABA. Sus promedios finales fueron de 9,5 puntos -un 39% en tiros de campo-, 7 rebotes, 6,7 asistencias, 1,9 robos de balón y 2,5 tapones. En la siguiente temporada, el chino mejoró aún más, formando parte del mejor quinteto de la liga y firmando 13,5 puntos -46% en tiros de campo-, 6 rebotes, 10,5 asistencias, 1,9 robos y 2 tapones.

### NBA
Gracias a sus 2,06 metros de altura y a sus habilidades ofensivas y defensivas para el baloncesto, ojeadores de la NBA se interesaron en él. Se presentó al Draft de la NBA de 2007, donde fue elegido en la segunda ronda por Los Angeles Lakers tras registrar buenas actuaciones en los campus pre-draft. De todos modos no se unió de inmediato al equipo californiano, sino que regresó a los Olympians para disputar su tercera temporada en la ABA.
El 26 de agosto de 2008 finalmente firmó un contrato de dos años con Los Angeles Lakers. En marzo de 2009, empero, fue asignado al equipo afiliado de Los Angeles D-Fenders de la NBA D-League. Esa temporada, la 2008-09, los Lakers se consagrarían campeones de la NBA, motivo por el cual Sun recibió el anillo de campeonato.
Tras ser cortado por los Lakers el 31 de julio de 2009, firmó con los New York Knicks el 17 de septiembre de 2009. De todos modos el 7 de octubre de 2009 los Knicks le rescindieron su contrato sin haberle dado la oportunidad de disputar un solo partido.

### Regreso a China
Aunque Sun regresó a los Beijing Aoshen Olympians para jugar en la West Coast Pro Basketball League y nuevamente en la American Basketball Association, las lesiones dificultaron su participación. El equipo se trasladó luego a Singapur, retornando finalmente a China, donde jugó en ligas menores. 
En 2013 volvió a la más alta competición al firmar con los Beijing Ducks, luego de que los Olympians se disolvieran. Estuvo cuatro años con el equipo de la capital china, ganando dos veces el campeonato de la CBA en las temporadas 2013-14 y 2014-15. 
En 2017 las lesiones lo alejaron nuevamente de las canchas. Tras un largo periodo de recuperación, reapareció en 2019 en la CBA como jugador de los Beijing Royal Fighters, equipo con el que jugaría sus dos últimas temporadas.  

## Selección nacional
Sun fue parte de la selección de baloncesto de China desde 2005 hasta 2013.
Jugó en dos ediciones de la Copa Mundial de Baloncesto (Japón 2006 y Turquía 2010) y en dos ediciones del torneo de baloncesto de los Juegos Olímpicos de Verano (Pekín 2008 y Londres 2012). Asimismo también disputó cuatro ediciones del Campeonato FIBA Asia (2005, 2009, 2011 y 2013, obteniendo el título en disputa en 2005 y 2011).
Entre el 6 y el 13 de julio de 2007 formó parte del combinado chino que actuó en la NBA Summer League de Las Vegas. Esa escuadra fue el único equipo extranjero en la competición, disputando cuatro encuentros contra franquicias de la NBA. Ese año Sun también participó de la Copa Continental Stankovic, donde fue una pieza clave en las victorias chinas ante Venezuela y Nueva Zelanda. Además, en el mes de octubre, jugó con su selección ante el Orlando Magic en Macau, registrando 8 puntos, 4 asistencias y un tapón en 24 minutos de juego.